# Mahmud Hasab Ala
Mahmud Hasab Ala (22 de noviembre de 1986) es un jugador de balonmano catarí nacido en Egipto que juega de central en el Al Sadd. Es internacional con la Selección de balonmano de Catar.
Con la selección ganó la medalla de plata en el Campeonato Mundial de Balonmano Masculino de 2015.

## Palmarés internacional
| Campeonato Mundial  | Campeonato Mundial | Campeonato Mundial | Campeonato Mundial |
| Año                 | Lugar              | Medalla            |                    |
| ------------------- | ------------------ | ------------------ | ------------------ |
| 2015                | Catar              | Medalla de plata   |                    |
| Campeonato Asiático |                    |                    |                    |
| Año                 | Lugar              | Medalla            |                    |
| 2018                | Suwon              | Medalla de oro     |                    |
| 2020                | Kuwait             | Medalla de oro     |                    |
| 2022                | Dammam             | Medalla de oro     |                    |

## Clubes
- Al Sadd